# Angous
Angous is een gemeente in het Franse departement Pyrénées-Atlantiques (regio Nouvelle-Aquitaine) en telt 106 inwoners (2009). De plaats maakt deel uit van het arrondissement Oloron-Sainte-Marie.

## Geografie
De oppervlakte van Angous bedraagt 6,4 km², de bevolkingsdichtheid is dus 16,6 inwoners per km².
De onderstaande kaart toont de ligging van Angous met de belangrijkste infrastructuur en aangrenzende gemeenten.

## Demografie
Onderstaande figuur toont het verloop van het inwonertal (bron: INSEE-tellingen).

## Externe links

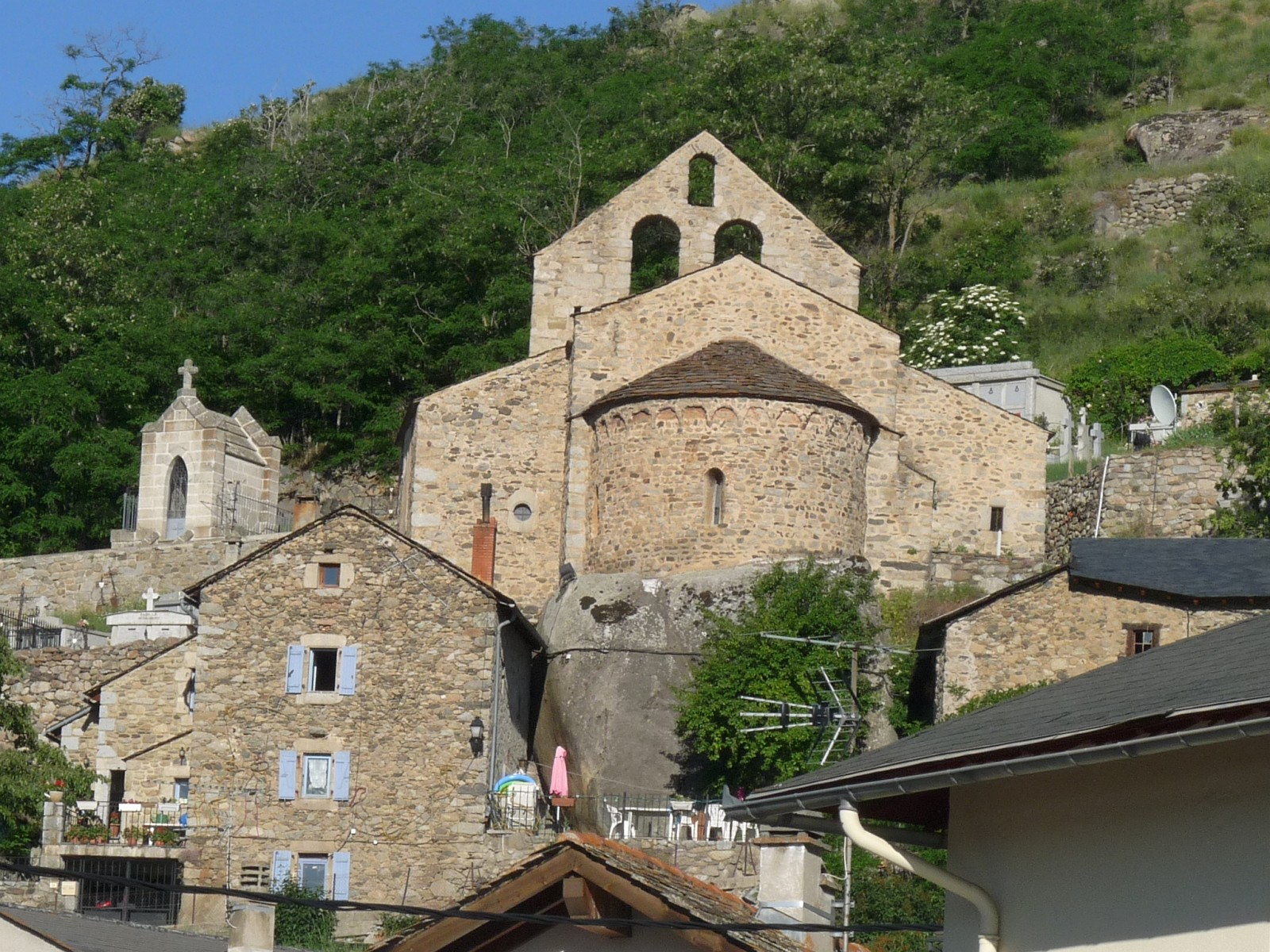
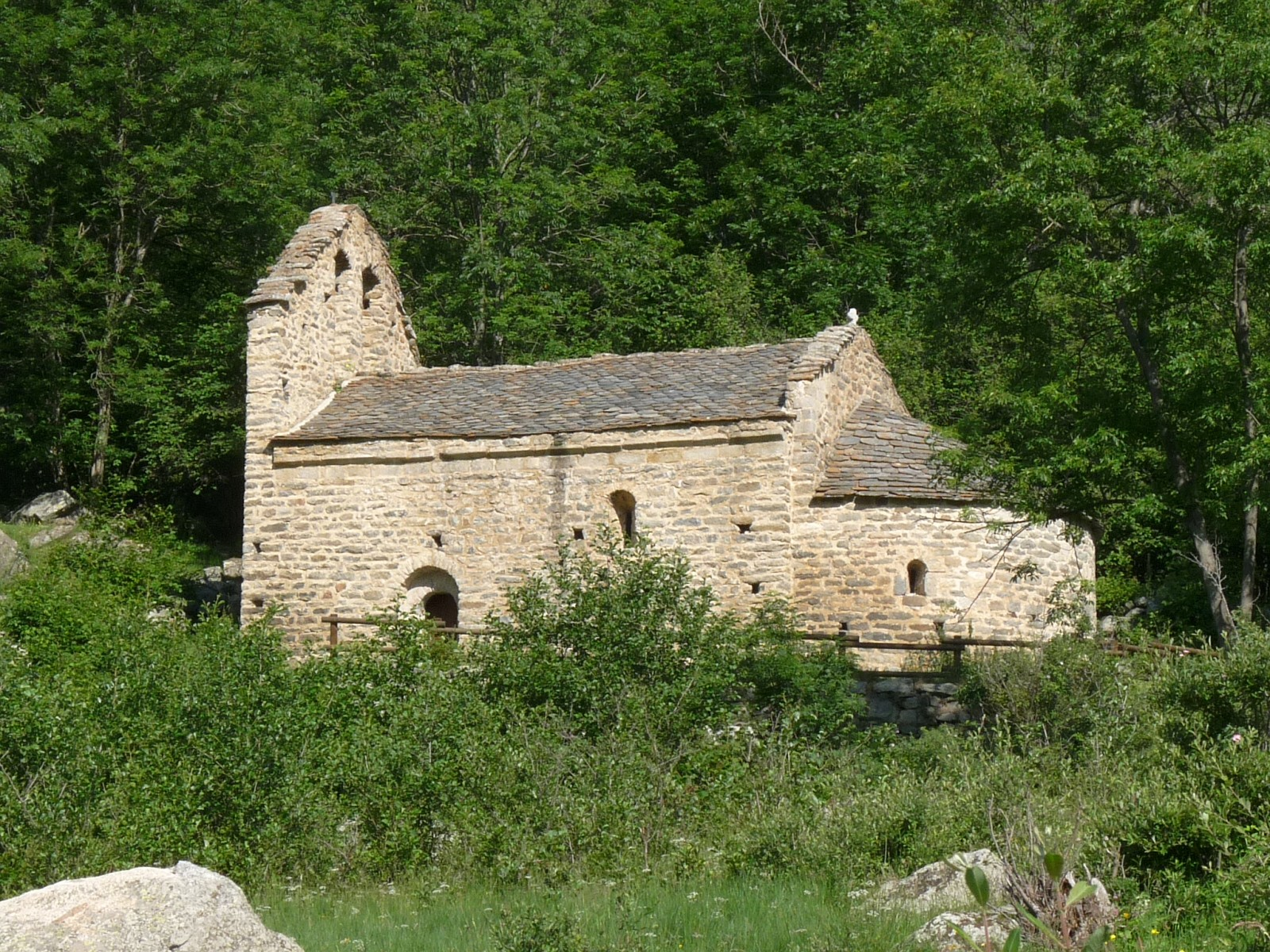
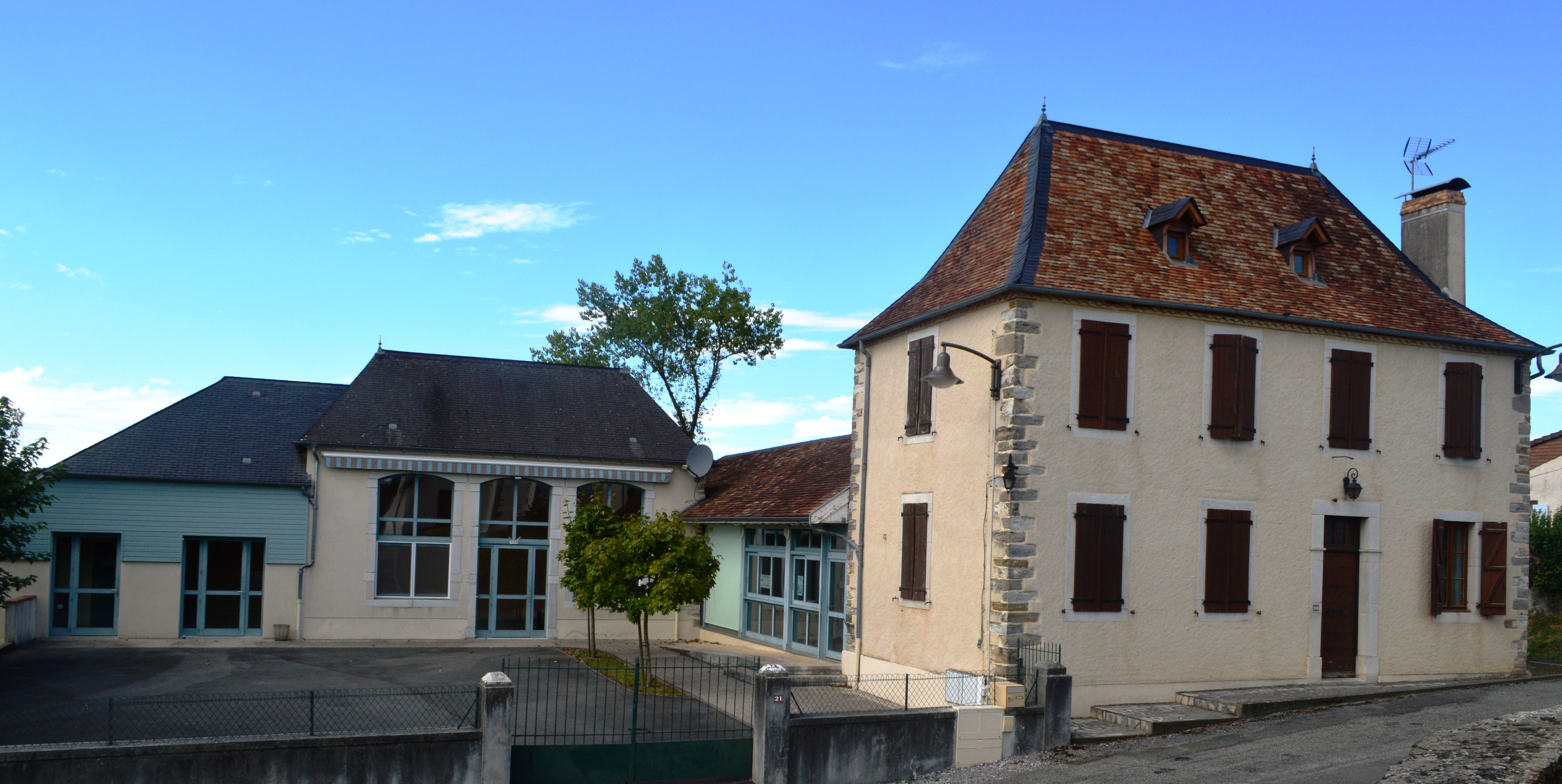
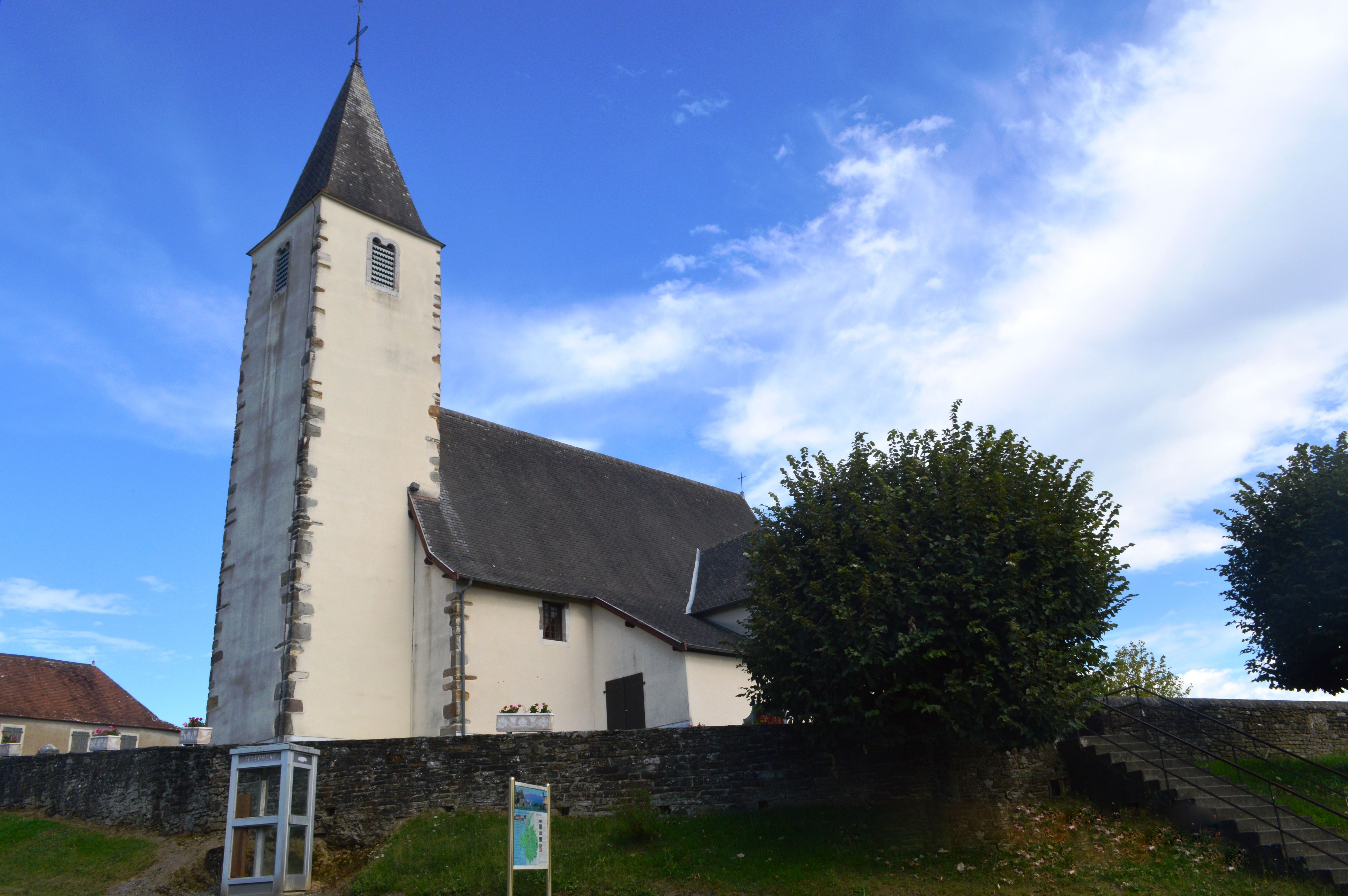
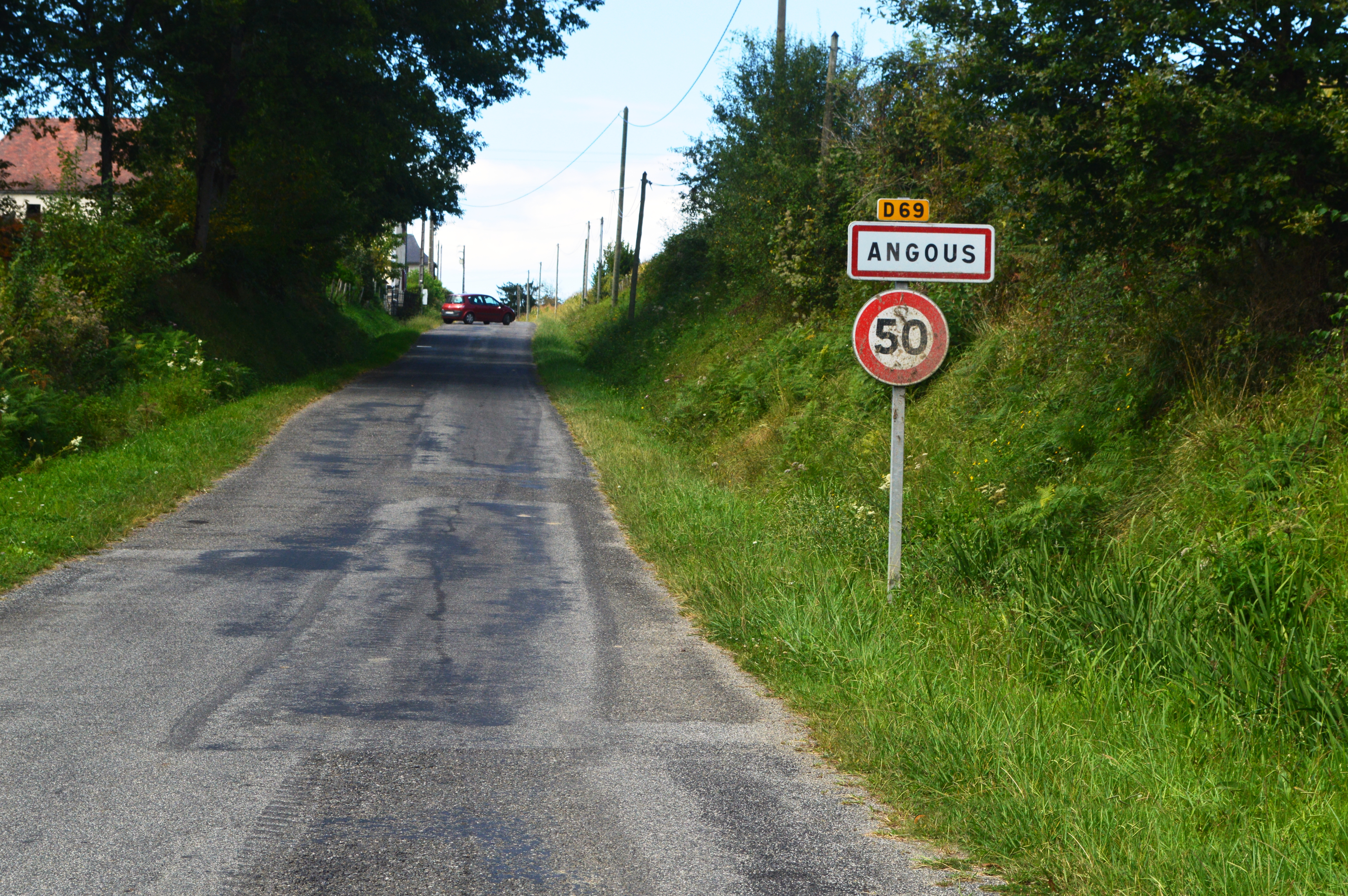